# Vézelin-sur-Loire
Vézelin-sur-Loire is een gemeente in het Franse departement Loire (regio Auvergne-Rhône-Alpes). De plaats maakt deel uit van het arrondissement Roanne. Vézelin-sur-Loire is op 1 januari 2019 ontstaan door de fusie van de gemeenten Amions, Dancé en Saint-Paul-de-Vézelin. 

## Demografie
Onderstaande figuur toont het verloop van het inwonertal (bron: INSEE-tellingen).
1. ↑  Populations de référence 2022.